# Podmichale (gmina)
Podmichale – dawna gmina wiejska w powiecie kałuskim województwa stanisławowskiego II Rzeczypospolitej. Siedzibą gminy było Podmichale.
Gminę utworzono 1 sierpnia 1934 r. w ramach reformy na podstawie ustawy scaleniowej z dotychczasowych gmin wiejskich: Bereźnica, Chocin, Dobrowlany, Jaworówka, Mysłów, Podmichale, Podchorki, Rypianka, Studzianka i Wistowa.
Pod okupacją zniesiona i częściowo przekształcona w gminę Wistowa oraz częściowo włączona do gminy Nowica.